# Pallavolo ai V Giochi asiatici
La pallavolo ai V Giochi asiatici si è disputata durante la V edizione dei Giochi asiatici, che si è svolta a Bangkok, in Thailandia, nel 1966.

## Podi
| Evento                         | Oro      | Argento       | Bronzo |
| Pallavolo maschile (dettagli)  | Giappone | Corea del Sud | Iran   |
| Pallavolo femminile (dettagli) | Giappone | Corea del Sud | Iran   |